# Manuel Thomson
Manuel Tomás Thomson Porto Mariño (Valparaíso, Chile; 3 de noviembre de 1839-Arica, Perú; 27 de febrero de 1880) fue un marino chileno que participó en la guerra del Pacífico.
Fue hijo del capitán sueco Juan Joaquín Thompson y de Manuela Porto-Mariño. Ingresó en 1851 a la escuela militar. Su primera acción de guerra fue la defensa que hizo en abril de ese mismo año al Palacio de la Moneda durante un intento de golpe de Estado. Se incorporó a la escuadra como guardiamarina y en 1865 ya era capitán de corbeta de la «Esmeralda», en el mismo escenario estaba Arturo Prat.
En ese rango asistió a la captura de la «Goleta Covadonga» en Papudo el 26 de noviembre de 1865 y combatió ese mismo año en Abtao donde se destacó por sus acciones en Ancud. Terminada la guerra con España, aprendió geografía y se dedicó a las exploraciones hidrográficas al sur y norte de Chile.
En 1863, presentó a la Universidad de Chile una memoria geográfica titulada El Bio-Bio y sus afluentes, que fue publicada en los anales de la universidad.

## Ocupación de la Araucanía
Durante la primera parte de la Ocupación de la Araucanía, la Armada de Chile tuvo un papel importante en el traslado de las tropas del ejército chileno a la actual provincia de Arauco y posteriormente en la ocupación de Lebu y Tirúa en 1862.
En 1862 Thomson era teniente segundo de la Armada y fue comisionado por el gobierno el 21 de octubre de 1862 para realizar un estudio hidrográfico del río Biobío. Para esta labor, Thomson junto a 16 hombres de la dotación del buque Esmeralda, entre los que se encontraban los guardiamarinas Javier Barahona, a cargo de la exploración del río Vergara; Luis Castillo, a cargo de explorar el río Duqueco; Emilio Valverde, a cargo de explorar el río Bureo y Luis Pomar con quien explora el Río Biobío desde su nacimiento. Con este equipo realizó estudios hidrográficos y astronómicos en el territorio, en un periodo de 7 meses, que incluyeron un trabajo en terreno desde el 29 de noviembre hasta el 10 de abril de 1863, levantando además de los afluentes del río Biobío. En esta labor informó respecto a las ciudades y fuertes de la frontera, pero además describió en su informe que emitió en junio de 1863 sobre las posibilidades para establecer obras de canales y de regadío. Entre los aspectos que destacan de su informe se encuentra el ascenso al volcán Antuco, la visita a los baños termales de San Lorenzo, la descripción de las ruinas del fuerte de Mesamavida, de la antigua ciudad de Angol, de las misiones de Diuquin, Huaqui y Colhue, entre otras. Hace una relación de cada uno de los poblados y paisajes. Además del contacto con los pehuenches y la resistencia de parte de los mapuches para poder explorar el río Butaco, cerca de Angol.
Igualmente, publicó un mapa con una detallada reseña de nombres geográficos, localización de asentamientos y ruinas (tales como antiguas misiones, y fuertes), entre los que destacan los puntos de asentamiento de las comunidades indígenas y de sus principales caciques.
Estos documentos posibilitaron más tarde la decisión del Gobierno para justificar la ocupación al sur del río Biobío iniciada en 1861 y establecer la llamada “línea del Malleco” como nueva frontera.

## Guerra del Pacífico

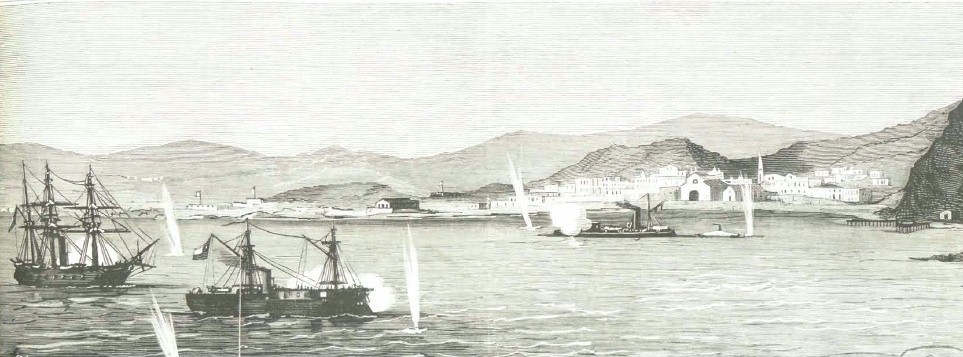
Litografía que representa el combate del 27 de febrero de 1880 entre el Monitor Huáscar y el monitor Manco Capac.

Al inicio de la guerra era capitán de la fragata de la corbeta Esmeralda. El 5 de mayo de 1879 se hizo un cambio de mandos en el bloqueo de Iquique y el capitán de fragata Arturo Prat Chacón asume la comandancia de la Esmeralda, mientras que Thomson asume el mando del transporte Abtao.
Hizo el viaje al Callao con el contralmirante Juan Williams Rebolledo y después a Panamá en el «Amazonas».
Una vez capturado el monitor «Huascar» en el combate naval de Angamos se le dio su mando.
En ese puesto se encontró en Arica, el 27 de febrero de 1880, Thomson decide dar una pasada provocativa frente a los fuertes peruanos  exhibiendo al Huáscar con una enorme bandera chilena y entonces fue cuando recibió fuego de las baterías emplazadas en la ciudad, del morro y provocó la salida desde su posición fija al viejo monitor fluvial «Manco Cápac». Thomson respondió el ataque apuntando a las baterías de la ciudad y alejándose de la artillería peruana.
Después Thomson en un alarde de arrojo decide realizar un segundo ataque a la plaza, resolviendo detener a cañonazos un transporte militar ferroviario y de pasada espolonear al Monitor Manco Capac al mando del infamado capitán Juan Guillermo More Ruiz que buscaba desesperado pagar con su vida el desastre de Punta Gruesa, el monitor fluvial formaba parte de las defensas y ocasionalmente salía del puerto.
Al acercarse por la banda de babor, el monitor Huáscar tiene un fatal fallo en sus máquinas que lo dejan sin propulsión y expone al blindado dentro del alcance de los cañones del baldado monitor costero peruano quienes aprovecharon la instancia para apuntar su temible artillería de 500 lb  sosegadamente.
El Manco Capac lanza un disparo con el cañón izquierdo hacia la toldilla y uno de los proyectiles de 500 libras da de lleno en el cuerpo de Thomson al rebotar en el palo de mesana pulverizándole casi totalmente su lado izquierdo del torso.
Allí encontró la muerte cuando un proyectil del «Manco Cápac» estalla en el palo de la mesana del «Huáscar». Su cuerpo quedó destrozado y su espada quedó enterrada a proa en la cubierta del monitor, en el mismo lugar donde antes había muerto Prat.

## Obras publicadas
- Jeografía de Chile. Informe de la comisión esploradora del rio Bio-Bio i sus afluentes, pasado al Gobierno por don Manuel T. Thompsom, jefe de la espedicion, el 20 de junio de 1863.
- Carta plana del Río Bío-Bío i sus afluentes evantada de orden del Supmo. Gbno., por la Comisión Exploradora de Marina compuesta por el Teniente 2.º Manuel T. Thomson, Valparaíso, 1863.

## Epónimos
- Submarino Comandante Thomson (SS-20) Submarino Clase Thomson de la Armada de Chile